# ادواردو ریسو
ادواردو ریسو (انگلیسی: Eduardo Risso؛ زادهٔ ۱ نوامبر ۱۹۲۵ - درگذشته ۱۲ ژانویه ۱۹۸۶) قایقران روئینگ اهل اروگوئه بود.